# Le Crime de monsieur Lange
Pour plus de détails, voir Fiche technique et Distribution.
Le Crime de monsieur Lange est un film français réalisé par Jean Renoir, sorti en France le 24 janvier 1936. Sur un scénario de Jacques Prévert (dont c'est l'unique collaboration avec le cinéaste), c'est le premier — et l’un des rares — film libertaire diffusé dans les salles françaises. 

## Synopsis
Amédée Lange est employé dans la société d'édition de Batala, patron véreux et sans scrupules. Durant ses heures de loisir, Lange écrit des histoires : Les Aventures d'Arizona Jim. Batala, menacé de poursuites pour n'avoir pas honoré un contrat publicitaire, décide de publier Arizona Jim, en modifiant à l'insu de l'auteur certains passages afin d'intégrer des réclames au texte. Ne pouvant plus honorer ses dettes, Batala prend la fuite. Le train dans lequel il s'enfuit a un grave accident, et on le déclare mort. Les employés des éditions Batala décident alors de s'organiser en coopérative, et lancent un nouveau magazine dont Arizona Jim est la figure principale. C'est un immense succès auprès du jeune public. Mais quelque temps plus tard, Batala, qui avait profité de l'accident de train pour voler l'identité d'une des victimes, revient et réclame une part des bénéfices.

## Fiche technique
- Titre : Le Crime de monsieur Lange
- Réalisation : Jean Renoir
- Assistant réalisateur : Georges Darnoux
- Scénario : Jacques Prévert et Jean Renoir sur une idée de Jean Castanier
- Dialogues : Jacques Prévert
- Production : André Halley des Fontaines (non attribué)
- Producteur exécutif : Jean Renoir (non attribué)
- Directrice de production : Geneviève Blondeau
- Décors : Jean Castanier et Robert Gys (non attribué), assistés de Roger Blin (non attribué)
- Photographie : Jean Bachelet
- Son : Louis Bogé, Roger Loisel, Guy Moreau (non attribué) et Robert Teisseire pour les raccords (non attribué)
- Montage : Marguerite Renoir et Marthe Huguet
- Photographe de plateau : Dora Maar (non attribuée)
- Script Girl : Marguerite Renoir
- Musique : Jean Wiener
  - Chanson À la belle étoile de Joseph Kosma et Jacques Prévert ; chantée par Florelle, orchestre sous la direction de Roger Désormière
- Société de production : Films Obéron
- Distribution :  WB. First National (affiches de l'époque)
- Pays d'origine :  France
- Langue : français
- Format : Noir et blanc - 35 mm - 1,37:1 - Mono
- Genre : Comédie dramatique
- Durée : 84 minutes
- Date de sortie : 
  - France, 24 janvier 1936 (au cinéma Aubert-Palace, Paris) Distribué à l'époque par Warner bros.
- Affiche : Roger Vacher (France)

## Distribution
- René Lefèvre : Amédée Lange
- Jules Berry : Paul Batala
- Florelle : Valentine Cardès
- Nadia Sibirskaïa : Estelle
- Sylvia Bataille : Édith
- Henri Guisol : le fils Meunier
- Maurice Baquet : Charles, le fils des concierges
- Marcel Lévesque : le concierge
- Odette Talazac : la femme du concierge
- Marcel Duhamel : Louis, le contremaître
- Jacques Brunius : Monsieur Baigneur
- Jean Dasté : Dick, le maquettiste
- Sylvain Itkine : l'inspecteur Juliani, le cousin de Batala
- Pierre Huchet : Monsieur Buisson
- René Génin : un client de l'auberge
- Max Morise : l'homme à la pipe
- Lucien Charbonnier : un typographe
- Henri Saint-Isle

### Non crédités
- Pierre Asso : un voyageur à la gare
- Andrès : un gendarme
- Edmond Beauchamp : le curé dans le train
- Jacques Beauvais : l'aubergiste
- Paul Demange : un créancier
- Claire Gérard : la prostituée
- Paul Grimault, Guy Decomble, Fabien Loris, Jean Bremaud, Charles Lavialle : les typographes
- Janine Tricotet, Germaine Duhamel, Suzanne Magisson, Margot Capelier : les repasseuses
- Yves Deniaud
- Marcel Lupovici

## Production
Le tournage a lieu d'octobre à novembre 1935, au Tréport et à Paris, dans les studios de Billancourt. C'est à son occasion que Paul Éluard présente Pablo Picasso à Dora Maar, engagée comme photographe de plateau.
René Lefèvre, qui avait une activité de jockey en parallèle, se blesse au pied lors d'une course de chevaux pendant la durée du tournage. Ce dernier ayant un bandage, Jean Renoir fut obligé de le filmer sans que l'on voie ses pieds. Lefèvre fit croire qu'il était tombé dans l'escalier, car son contrat lui interdisait de participer à une course de chevaux pendant la durée du tournage du film.

## Appréciations
« Voilà encore le cas, fréquent chez Renoir, d'un film qui, à force de vérité même, devient vite purement féerique… Monsieur Lange est de tous les films de Renoir, le plus spontané, le plus dense en miracles de jeu et de caméra, le plus chargé de vérité et de beauté pure, un film que nous dirions touché par la grâce. »

— François Truffaut, Les Films de ma vie, 1975
Les mouvements de caméra de ce film ont grandement influencé des cinéastes des générations suivantes, notamment un panoramique au moment du crime, analysé par André Bazin (dans son étude sur Renoir publiée en 1971) et qui est considéré comme un des plus célèbres de l'histoire du cinéma.
Jules Berry joue avec le personnage de Batala une caricature de patron combinard. « Son abjection papillonnante trouve ici l'expression la plus divertissante sinon la plus complexe. »

## Postérité au cinéma et dans la littérature
Dans le film la Sirène du Mississipi de François Truffaut (1969), le personnage de Jean-Paul Belmondo indique à celui de Catherine Deneuve qu'il va voir Arizona Jim au cinéma. Par ailleurs, le personnage Arizona Jim, inventé par monsieur Lange, a inspiré l'auteur Thibauld Menke pour titrer son roman éponyme, paru en 2015.